# Love Songs (álbum de Santana)
Love Songs é uma coletânea lançada em 3 de fevereiro de 2004 pela banda americana Santana.

## Faixas
1. "Samba Pa Ti"
2. "Europa (Earth's Cry Heaven's Smile)"
3. "Give Me Love"
4. "I'll Be Waiting" (Single Version)
5. "Flor D'luna (Moonflower)"
6. "Stormy"
7. "Life Is A Lady/Holiday"
8. "Aqua Marine" (Single Version)
9. "Sensitive Kind"
10. "I Love You Much Too Much"
11. "One With You"
12. "Daughter of the Night"
13. "Written In Sand"
14. "Before We Go"
15. "Love Is You"